# Årsta centrum

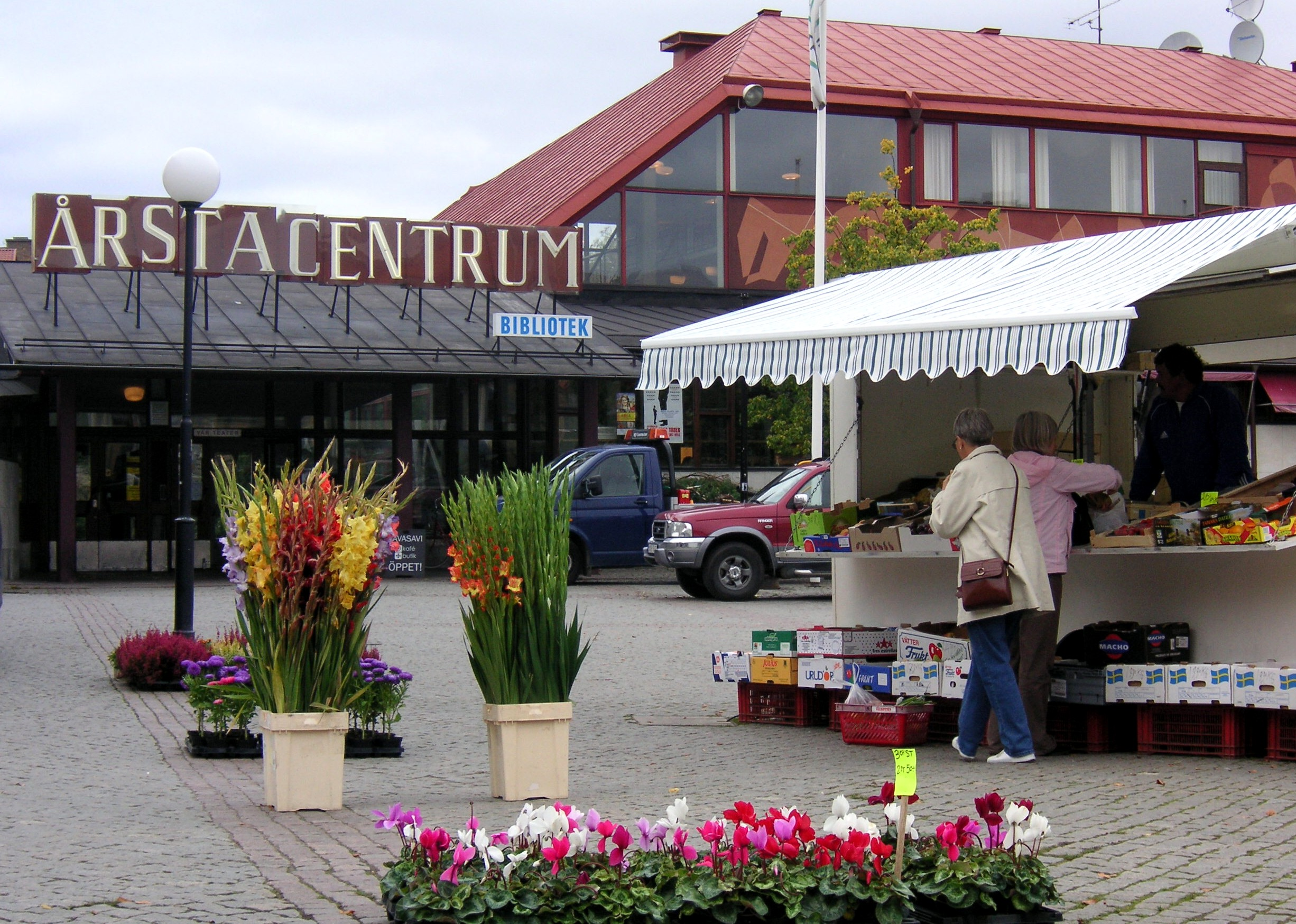
Årsta centrum

Årsta centrum ligger i stadsdelen Årsta i Söderort inom Stockholms kommun och var det första förortscentret som byggdes i Sverige, det stod klart 1953. I Årsta centrum förverkligades grannskapsidén (inspirerad av engelska community center). Meningen var att skapa ett lokalsamhälle som var överblickbart för individen men ändå tillräckligt stort för att ge underlag för ett litet centrum med service.
Biografen Forum invigdes den 19 oktober 1951.

## Historik

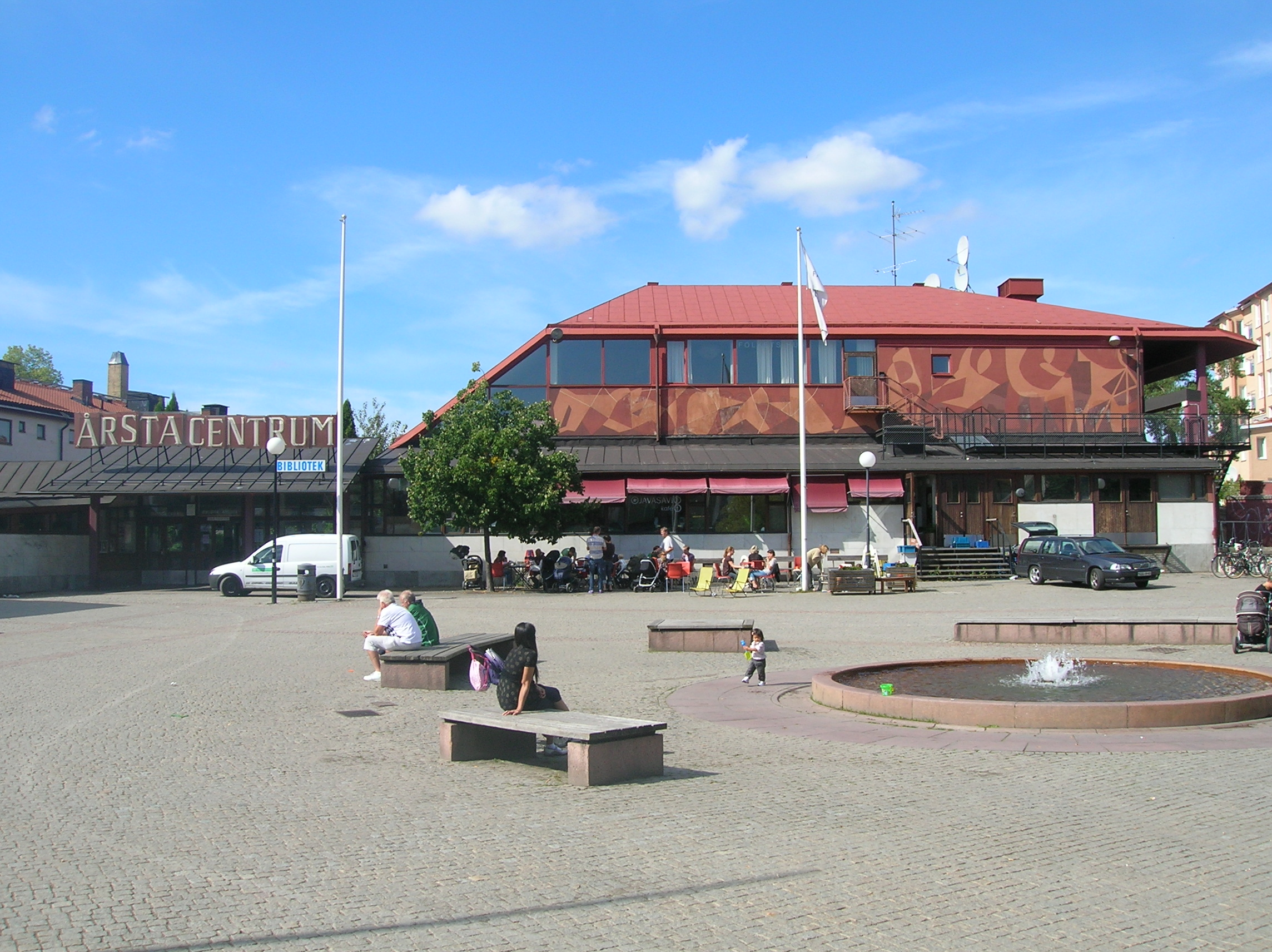
Årsta torg med medborgarhuset.

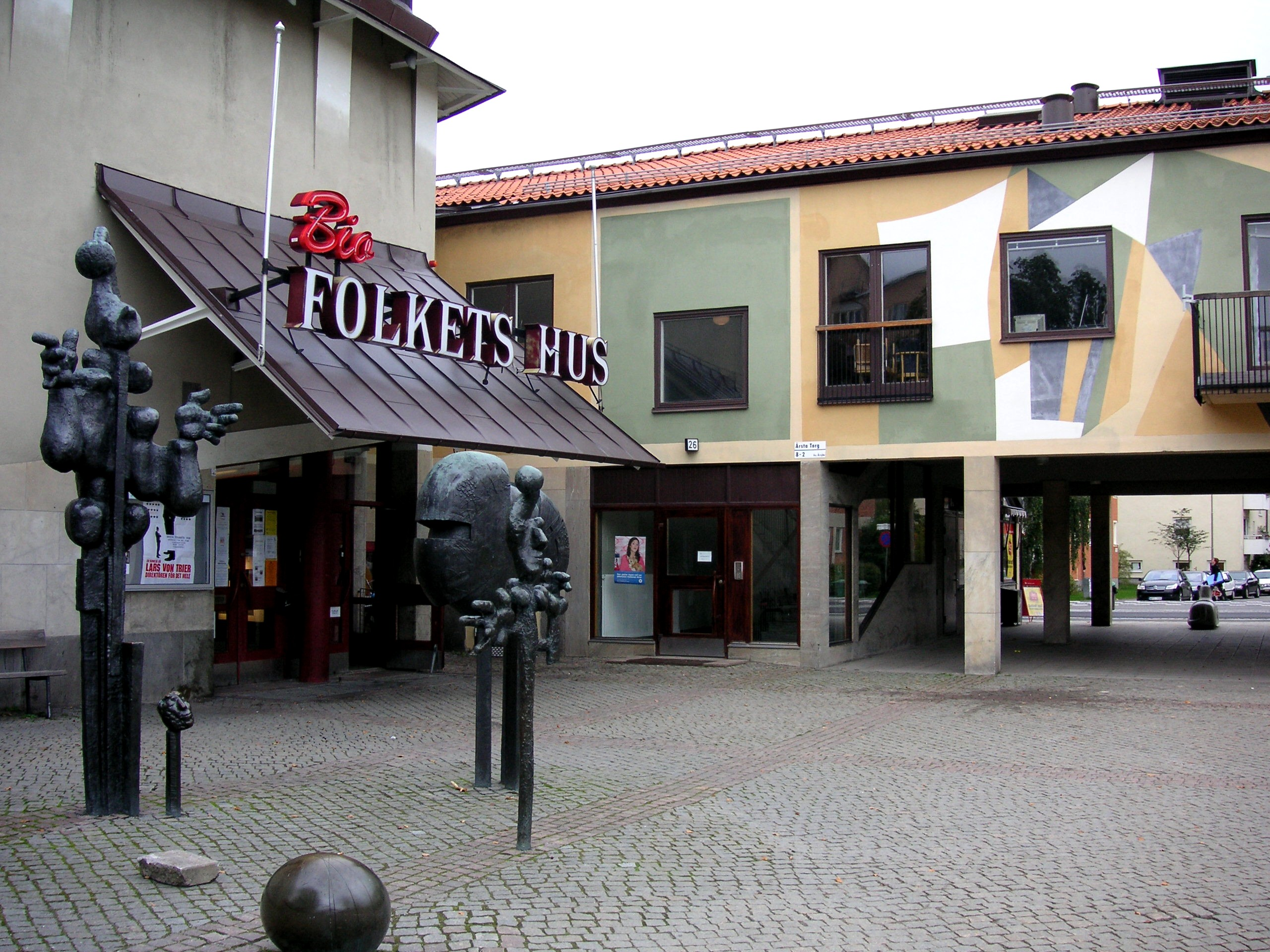
Bror Marklunds Gycklarna utanför Årsta Folkets hus

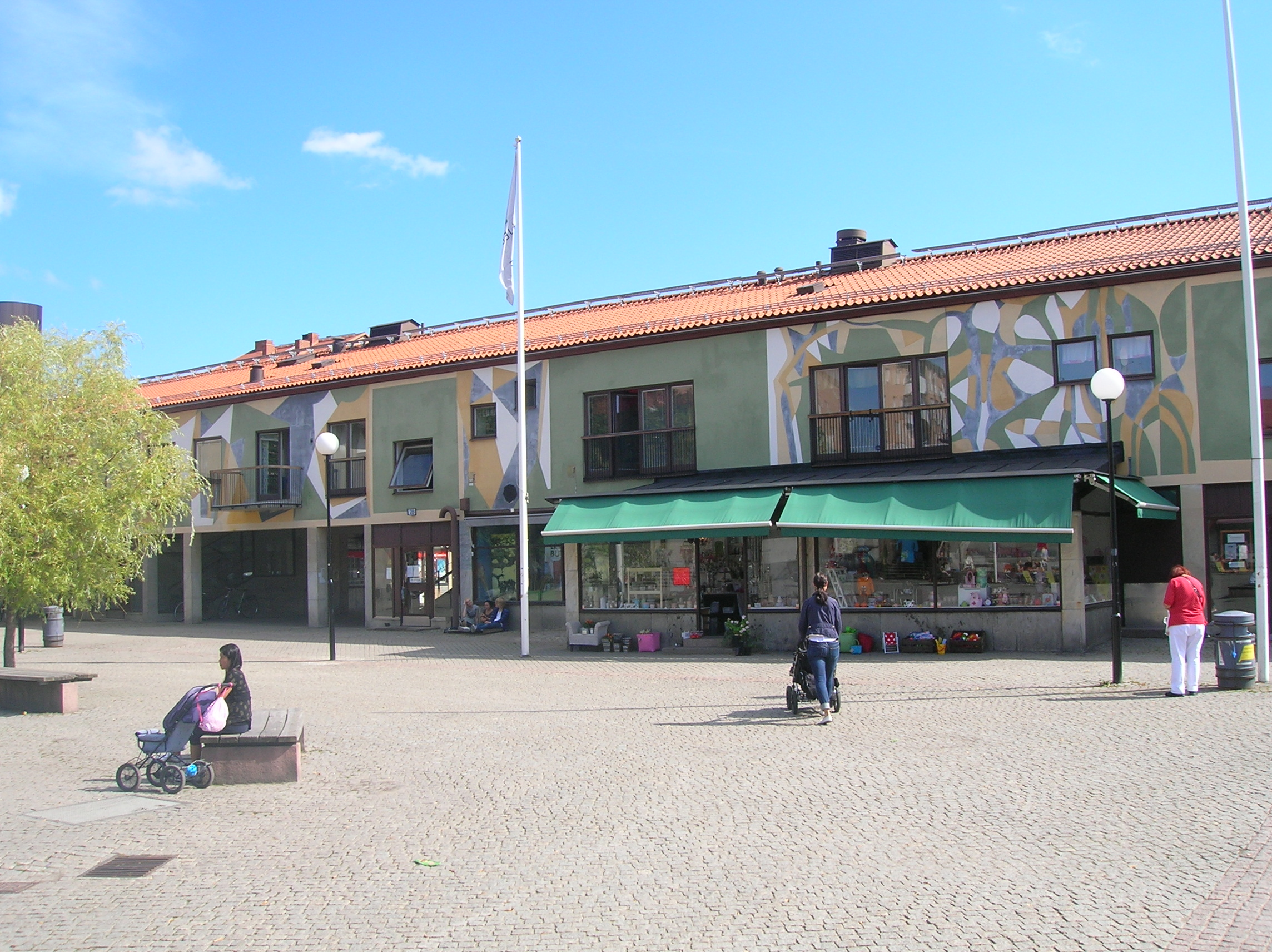
Huslängan mot Hjälmarsvägen.

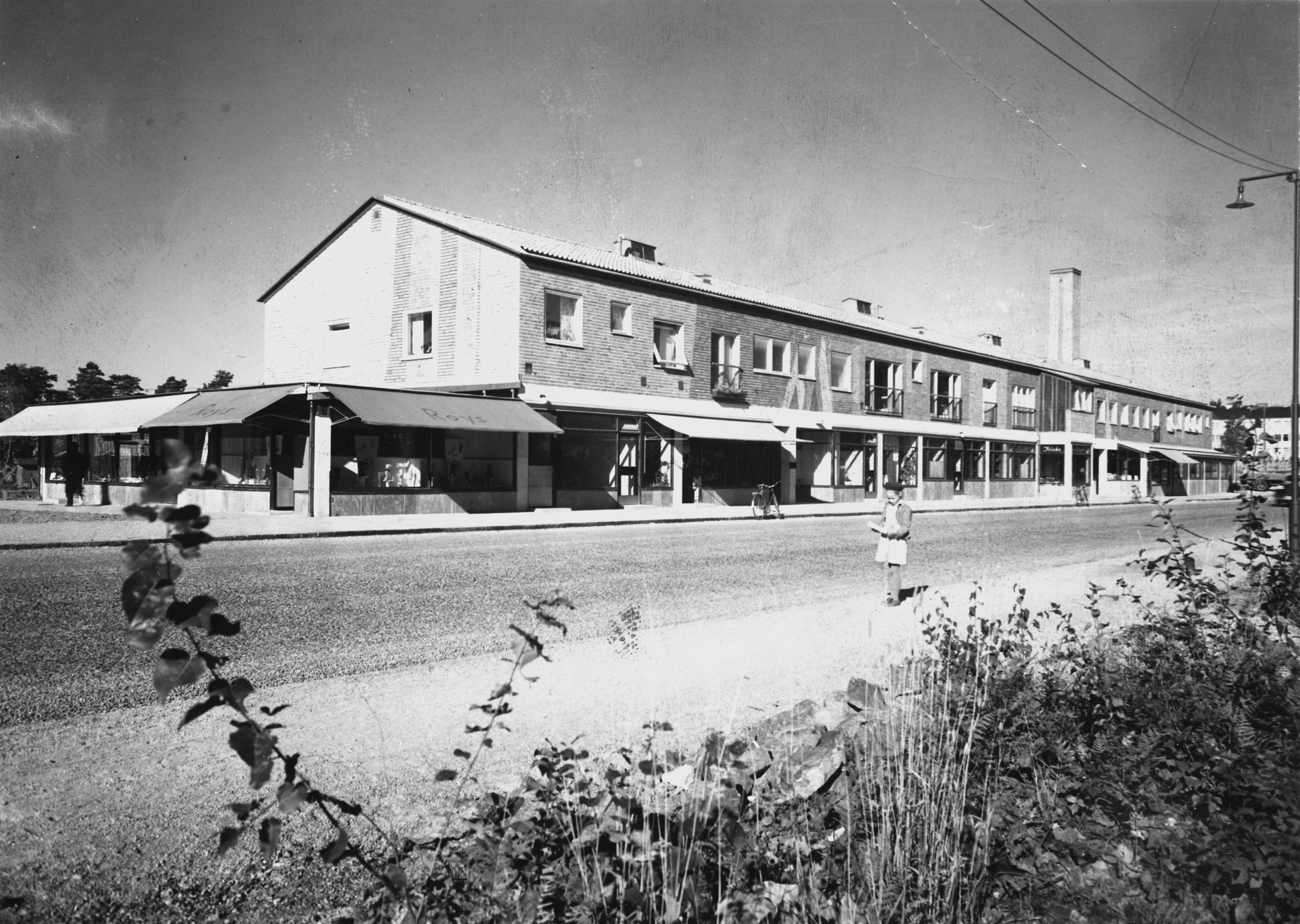
Samma huslänga fotograferad från korsningen Årstavägen/Hjälmarsvägen av Sune Sundahl.

I de första planerna för Årsta från 1936 ingick inget stadsdelscentrum, utan tanken var att bygga vidare på Södermalm. När den första stadsplanen antogs 1940 hade man dock tänkt om. En torgbildning, Årstaplan, skulle enligt den ligga mitt i Årsta men i planen fanns inget beskrivet om hur torget skulle användas eller vad som skulle finnas där.
År 1943 började man inom Riksbyggen att titta på möjligheten att bygga en centrumanläggning på platsen. Arkitekten Uno Åhren, chef för Riksbyggen 1943–1945, och arkitekten Per-Olof Olsson tog fram några principer för planeringen av anläggningen. Samma år gav Riksbyggen arkitekterna Erik och Tore Ahlsén i uppdrag att gestalta det nya stadsdelscentrumet.
Både Uno Åhrén och ledande politiker i Stockholm som Yngve Larsson och chefen för stadsplanekontoret Sven Markelius var ivriga förespråkare för grannskapsenheter, det vill säga att all tänkbar service skulle finnas i ett stadsdelscentrum. Det skulle finnas plats för diskussioner och spontana möten. Man ville undvika att skapa en ny sovstad.
År 1944 hade Riksbyggen och arkitekterna tagit fram ett principprogram, som man presenterade för kommunens tjänstemän. Programmet innebar i korthet att olika byggnader för kommersiell, social och kulturell service skulle uppföras kring torget för att betjäna Årstas invånare. I byggnaderna skulle det finnas butiker, bank, apotek, tandläkare, mödravård- och barnavårdscentral, distriktsläkare och fritidslokaler som bio, teater, musiksalar, samlingssalar, bibliotek, hobbyrum, studielokaler och annat. Programmet antogs av kommunstyrelsen den 18 december 1944 och kunde fastställas av kungl. maj:t den 16 mars 1945.
Men kriget fördröjde det hela och byggandet kom inte igång förrän 1946. På Riksbyggen var det nu Ivar Olsson som ledde projektet. Många, till exempel en del kommunala tjänstemän,  var tveksamma till tanken på att saker som läkare och barnavårdscentral skulle ligga utanför tullarna. Arkitekterna själva och deras medarbetare målade själva de väggmålningar som ännu finns att beskåda på husfasaderna. De vanliga målarna vägrade utföra arbetet med motiveringen så kan väl inte ett hus se ut.
Mellan 1946 och 1954 utkom månadstidningen Årstabladet, och i den diskuterades den nya centrumanläggningen flitigt. Eftersom centrum färdigställdes i olika etapper tyckte många att byggandet tog alltför lång tid. I tidningens aprilnummer 1948 kallades torget för Skandaltorget och många var besvikna eftersom det aldrig tycktes bli några samlings- eller fritidslokaler. Ett opinionsmöte hölls den 5 maj 1949, vilket ledde till att ledamoten av kommunfullmäktige Charles Carlberg påtalade problemet i en interpellation till fastighetsborgarrådet Set Persson den 10 maj 1949. Riksbyggens chef Ivar Ohlsson intervjuades i oktober 1951, och han kunde då avslöja att den sista byggnadsetappen inom kort skulle sättas igång.
Det dröjde till den 1 november 1953 innan Carl Albert Anderson kunde inviga Årsta centrum. En del av det som ingick i principprogrammet tio år tidigare hade fått strykas, bland annat hobbyrum, skolkök och en ungdomsgård.
Den färdiga anläggningen kom att innehålla
- Årsta Folkets hus med bland annat teatersalong för cirka 250 personer
- musiksal för cirka 175 personer
- tio studielokaler, varav två avsedda för 20–25 personer och övriga för 10–12 personer
- bibliotek
- två hobbyateljéer
- föreningslokal avsedd för 100 personer
- ungdomskafé.

Runt Årsta torg fanns då socialvårdslokaler, fritidslokaler, teater, bibliotek, post, apotek, folktandvård, barnavårdscentral och butiker. Riksbyggen förlade sitt huvudkontor till huslängan mot Årstavägen. Skulptören Bror Marklund som hade en ateljélägenhet vid torget bidrog 1966 med ett konstverk, skulpturgruppen Gycklarna.
Årsta centrum präglades av en hög ambitionsnivå gällande uppläggning och formspråket. Kring en intim torgbildning dominerar medborgarhus, bibliotek, teater, samlingslokaler och biograf, medan butikerna spelar en underordnad roll i undervåningen av tvåvåningslängor.
| ”                                  | Då vi gjorde Årsta centrum, säger Erik och Tore, kontaktade vi alla möjliga föreningar och sammanslutningar. Det blev något av en forskningssituation. Vi gjorde ett rutnät, en stadsplan och byggde ut lokaler på bägge sidor. Biblioteket placerade vi mitt i. Och sedan ville vi medverka till att folk lätt skulle kunna träffa varandra. I stället för att på institutionsvis dela upp de olika entréerna, gjorde vi en gemensam entré. Människorna mötte varandra i denna enda entré som blev både livlig och trång. Detta var ju själva målsättningen.[...] Fasadmåleriet i Årsta kom till för att vi ville locka till debatt och få årstaborna att samlas kring sitt centrum. Vi ville bryta konventionen, naturligtvis och göra någonting annat. Det blev båda hejarop och tvärt om, berättar bröderna. Och det fanns ju några som ville kastna ruttna ägg till och med. | „ |
| – Arkitekterna i en intervju 1980. | |   |

### Invigningen 1 november 1953

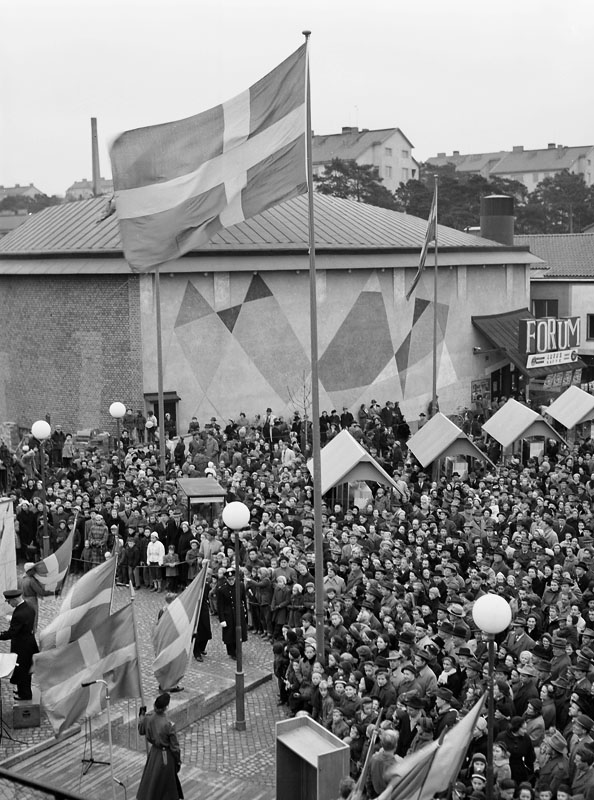
Invigningen den 1 november 1953.

| ” | Folkhemmet Årsta söder om Stockholm firade på söndagen en kylslagen högtid i skinnjacka och paletå och placerade sig med trumpetfanfarer och fyrverkeri på topplats i framåtskridandets Social-Sverige. Årsta invigde då sitt centrum, som intresserade Stockholmare kunnat följa alltifrån att det var en arkitektdröm och inte hade annat namn än det från engelskan lånade community centre - gemensamhetscentrum - tills det började byggas och nu i höst står färdigt. Dock ett gemensamhetscentrum (nu har det fått ett svenskt namn) blir aldrig färdigt: där lämnas utrymme för växandet. Det påpekades med skärpa av stadsfullmäktiges ordförande Carl Albert Andersson, när han invigde torget som på kartan heter Årsta plan. [...] Det var faktiskt en kall invigningsfest, och man kände varmt för Flottans spel, som stod och blåste i rugget, och för Årsta scoutkår, som bildade fanvakt, och blev ganska blåfrusen innan festen var slut. [...] Alltså går det tioåriga Årsta i spetsen - invigningen av det färgglada torget sammanföll med samhällets tioårsjubileum - och i det första hyllningstalet, som hölls av borgarrådet Gösta Wennström, hyllades pionjärandan. [...] Denna stora dag började med att alla barn fick gå på biografen Forum gratis, och på kvällen kom Dramaten över från gamla Nybroplan och gästspelade med Paul Géraldys Om jag ville med Hilding Gavle i spetsen. [...] Årsta visade sig också ha ett musiksällskap som framförde en kantat till sitt unga modersamhälle, författad av rektor Einar Odhner och tonsatt av sin egen dirigent, Erland Skoglund. I det mer officiella programmet ingick framför allt visning av Centrum, fritidslokalen som Dramatenskådespelarna invigde och där lotsade bröderna Ahlsén fram borgarråd och myndighetspersoner, medan Ivar Olsson, chef för Riksbyggen och av eldsjälarna bakom detta folkhemstorg var högste ciceron. - Jolo i Dagens Nyheter 2 november 1953 | „ |

## Uppföljning 1958
I utredningen Fritid och förort 1958 som utfördes på uppdrag av Stockholms kommun av samhällsvetarna Gunnar Åsvärn och Bertil Mathsson 1954-1956 framfördes kritik. Bland annat skrev de att det inte blev så många spontana möten, eftersom det enbart var föreningslivet som hade tillgång till de många samlingslokalerna. Uthyrningen av lokaler till föreningslivet gick med förlust; en del föreningar ansåg att det var för dyrt att hyra lokal eller att lokalerna var olämpliga. En lärdom blev att ett centrum måste innehålla en stor andel butikslokaler vars hyror kan täcka kostnaderna för samlingslokaler.. Dessutom försvårades spontaniteten då anläggningen var stängd på veckosluten, med undantag för söndagsgudstjänst. På olika sätt ansåg författarna att verksamheten inte hade utformats i enlighet med de ursprungliga tankarna på grannskapsenheter.

## Bilder

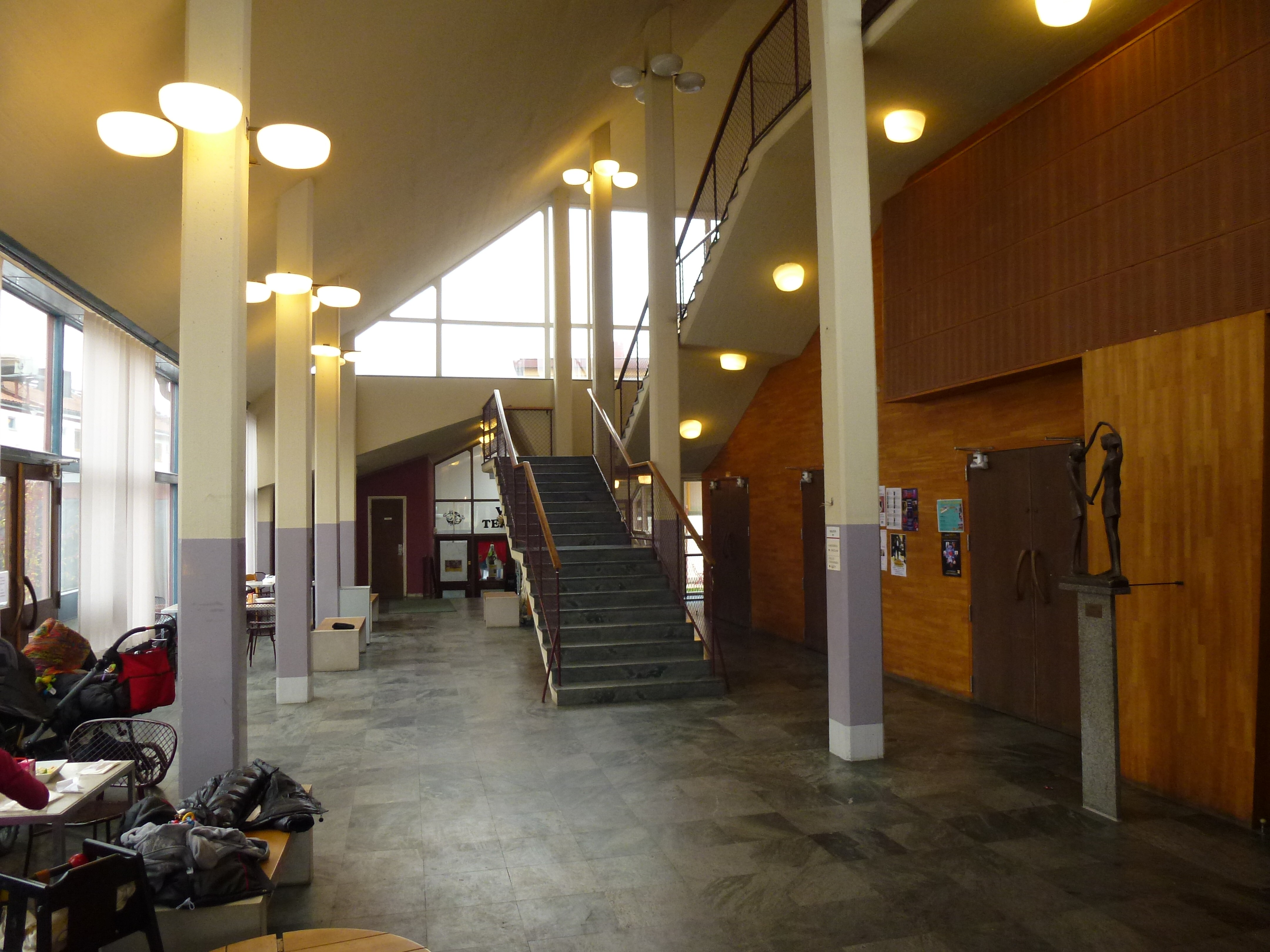
Entréhallen
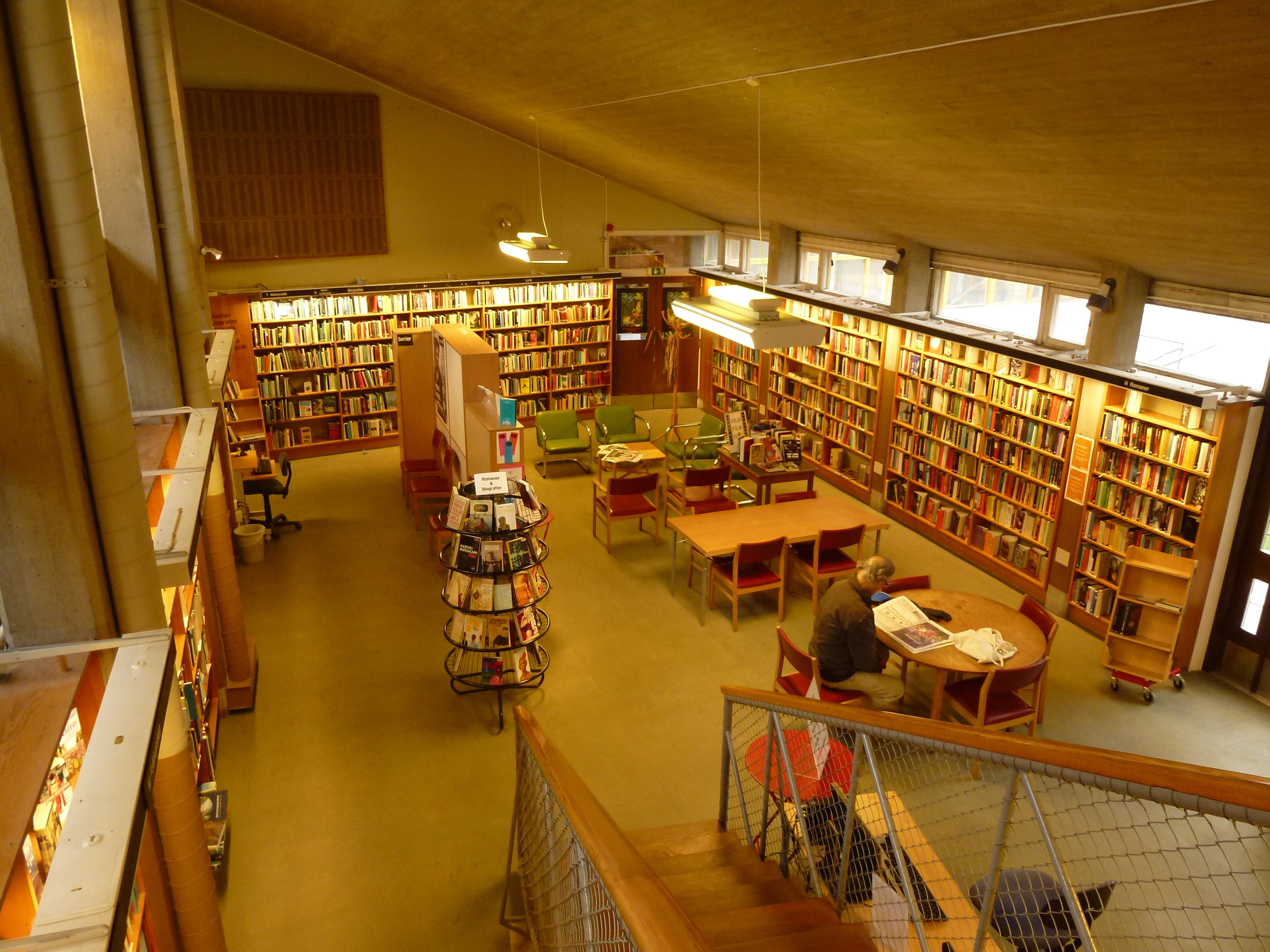
Biblioteket
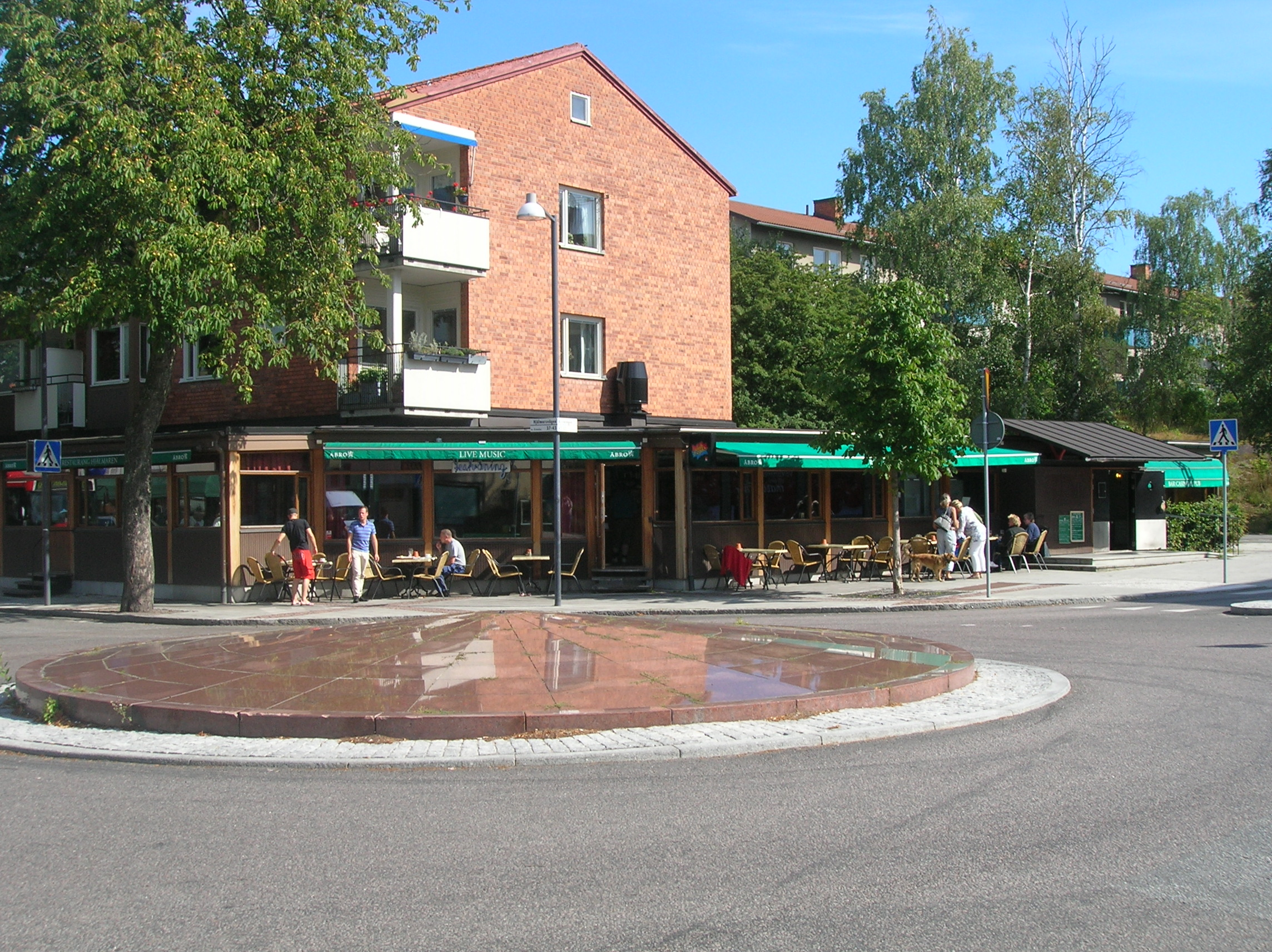
Bostäder och kontor vid Hjälmarsvägen
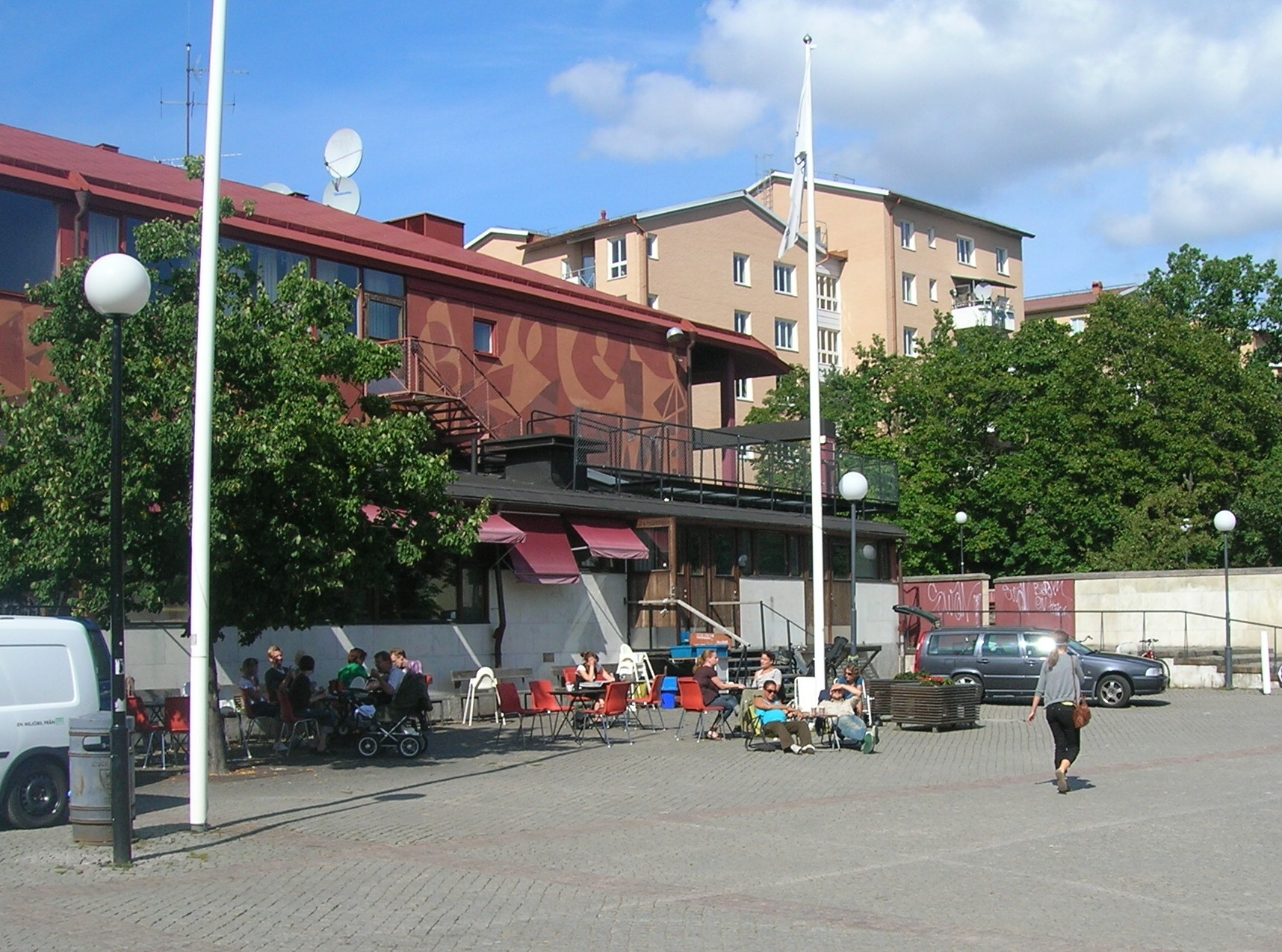
Uteservering på Årsta torg

## Biograf "Forum"

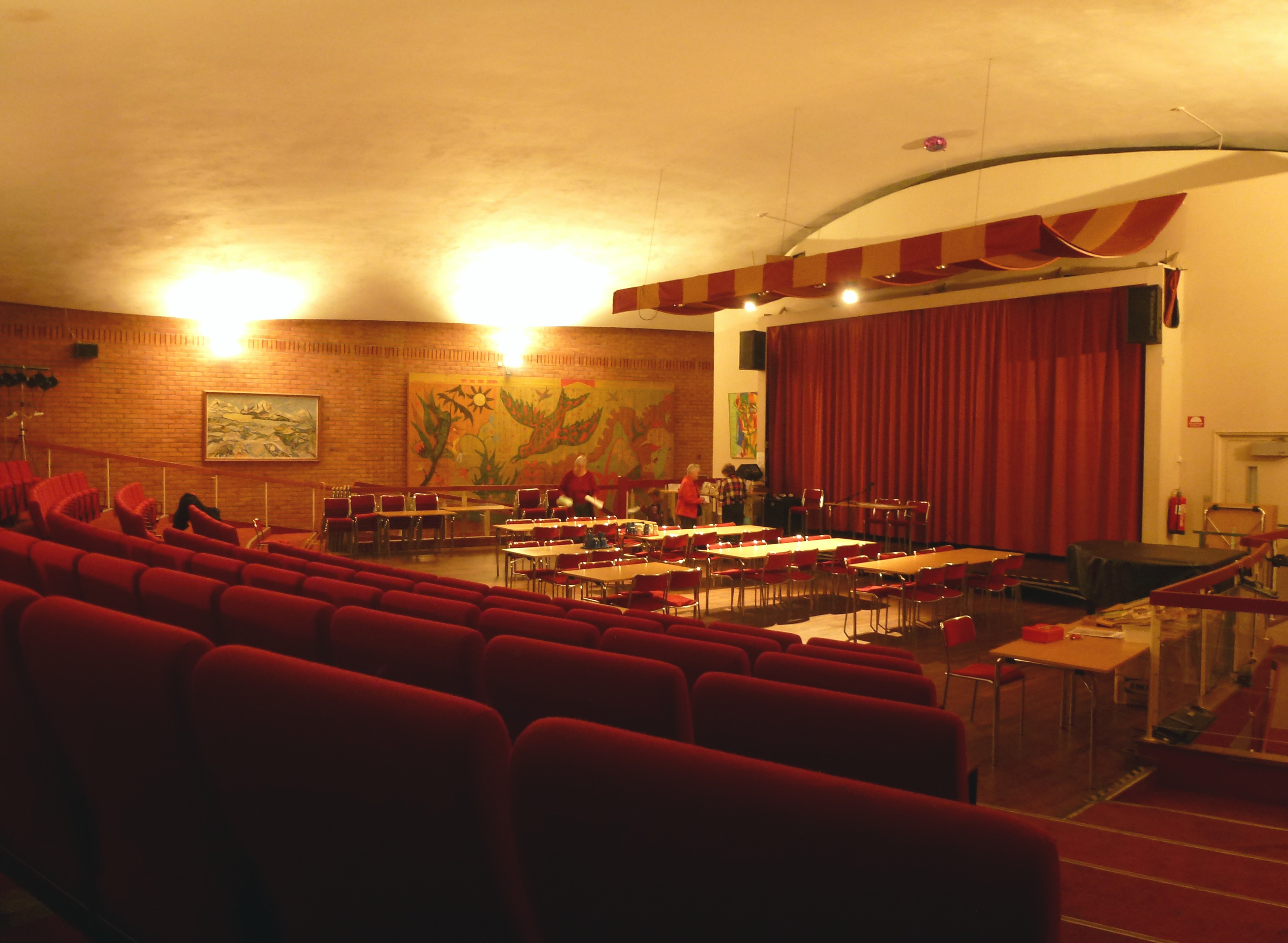
Forums salong.

Biografen "Forum" var en satsning som hörde till stadsplanekonceptet för Årsta. "Forum" användes redan från början till andra ändamål än filmvisning, exempelvis gudstjänster, teaterföreställningar och skolavslutningar. Över entrén lyste ordet "Forum" i stora röda neonbokstäver. Salongen hade starkt sluttande parkett och plats för 600 besökare. När bion invigdes 1951 var det Stockholms första nya biograf sedan Rios (vid Hornstull) tillkomst 1943.
"Forum" drevs av Sveriges Folkbiografer som lade ner sin verksamhet 1972. Därefter blev lokalen ombyggd till "Folkets hus", några gånger i månaden visas även film. Uno Vallmans väggmålning finns ännu kvar.

## Externa länkar

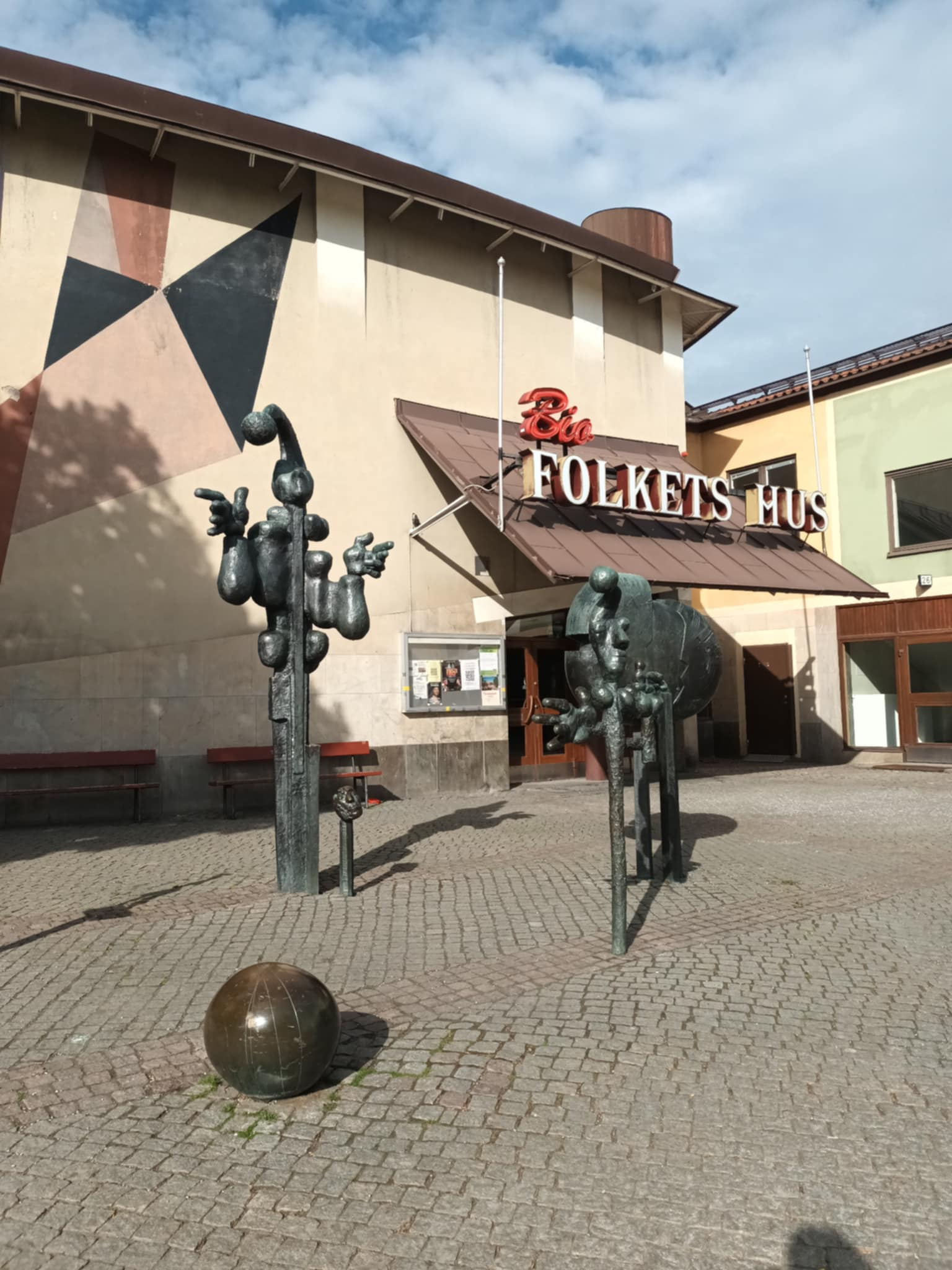
Årsta Folkets hus maj 2025